# Мітохондріальна рибосома

Діаграма з мітохондріальною ДНК, 11, та міторибосоми, 13, поміж інших мітохондріальних структур: 1 — зовнішня мембрана мітохондрії, 3 — міжмембранний простір (3-міжкристовий простір та 4 — міжмембранний простір на периферії), 5 — тилакоїд, 6 — матрикс, 7 — кристи, 8 — внутрішня мембрана мітохондрії, 14 — АТФ-синтаза, 15 — білки порини

Мітохондріальна рибосома або міторибосома — рибонуклеопротеїновий комплекс всередині мітохондрій, що виконує біосинтез білків з мРНК, які зчитуються з генів мітохондріальної ДНК (мтДНК). 
Як і цитоплазматичні рибосоми, міторибосоми складаються з двох субодиниць — великої (англ. mtLSU) та маленької (англ. mt-SSU). Проте, на відміну від рибосоми, у складі міторибосоми інше співвідношення компонентів рРНК до білку, оскільки мтДНК втратила декілька генів, що кодують рРНК та набула декілька специфічних для мітохондрій рибосомальних білків.

## Функція
Мітохондрії мають близько 1000 білків у дріжджах та 1500 білків у людському організмі. Проте лише 8 та 13 з цих білків, відповідно, кодуються мітохондріальною ДНК, решта синтезується цитоплазматичними рибосомами. Білки, що є ключовими компонентами електронтранспортного ланцюга мітохондрій, синтезуються міторибосомами

## Структура
Міторибосома ссавців має маленьку 28S та велику 39S субодиниці, які разом формують 55S міторибосому.